# Julia Eichinger
Julia Eichinger (* 28. Dezember 1992 in Freyung) ist eine ehemalige deutsche Freestyle-Skierin. Sie war auf die Disziplin Skicross spezialisiert.

## Biografie
Julia Eichinger wechselte 2010 vom Alpinen Skisport zum Skicross. Bei den Freestyle-Skiing-Weltmeisterschaften 2015 am Kreischberg belegte sie den vierten Platz. Nach zwei Kreuzbandrissen startete sie bei den Olympischen Winterspielen 2018 in Pyeongchang. Dort schied sie in der ersten Runde aus und belegte letztlich den 21. Rang. Nachdem sich ihr Kindheitstraum mit der Teilnahme erfüllt hatte, beendete sie ihre Karriere als Leistungssportlerin.

## Einzelnachweis
1. ↑  Skicrosserin Julia Eichinger beendet Karriere – Quelle: https://www.svz.de/19574166 ©2019. dpa, 13. April 2018, abgerufen am 25. Januar 2019.

| Personendaten    | Personendaten                    |
| ---------------- | -------------------------------- |
| NAME             | Eichinger, Julia                 |
| KURZBESCHREIBUNG | deutsche Freestyle-Skisportlerin |
| GEBURTSDATUM     | 28. Dezember 1992                |
| GEBURTSORT       | Freyung                          |